# Bobenheim-Roxheim
Bobenheim-Roxheim este o comună din landul Renania-Palatinat, Germania.